# Asprocottus abyssalis
Asprocottus abyssalis är en fiskart som beskrevs av Taliev, 1955. Asprocottus abyssalis ingår i släktet Asprocottus och familjen Abyssocottidae. Inga underarter finns listade.